# Ogulnius tetrabunus
Ogulnius tetrabunus är en spindelart som först beskrevs av Archer 1965.  Ogulnius tetrabunus ingår i släktet Ogulnius och familjen strålspindlar.
Artens utbredningsområde är Jamaica. Inga underarter finns listade i Catalogue of Life.